# Mesquitol
Mesquitol é um flavan-3-ol, um tipo de flavonoide.
Prosopis juliflora, uma mesquite encontrada no Quênia, apresenta quantidade incomum de (-)-mesquitol em seu cerne.